# Убиство породице Чечавац
Убиство породице Чечавац је злочин који су у ноћи између 15. и 16. новембра 1991. године, у улици Николе Демоње бр. 72 у Борову Насељу у Вуковару, починили припадници Збора Народне Гарде Републике Хрватске. Убиство породице Чечавац по свом карактеру је слично Убиству породице Зец у Загребу (7. децембра 1991) и убиству породице Олујић у жупањском селу Церна (17.2.1992) само што није добило толику медијску пажњу.

## Злочин
Улица Николе Демоње налази се у вуковарској четврти Борово Насеље а од почетка борбених дејстава па све до 18. новембра 1991. била је под контролом хрватских снага.  Овде је између осталог био и штаб ЗНГ, а мештани српске националности трпели су бројне претње, узнемиравања и претресе те је њихов живот био веома отежан. Према подацима хрватских извора али и на основу изјава преживелих Срба, хрватски војници - припадници Збора Народне Гарде, заузели су тих новембарских дана 1991. године неколико кућа у овој улици одакле су често отварали ватру, при чему су целу улицу претворили у борбену линију. Злочин у овој улици је био само део шире кампање етничког чишћења  које су спровеле хрватске снаге будући да је у том периоду на више локација у Боровом Насељу и Вуковару ликвидирано преко 50 српских цивила.
Хрватски војници су тада дошли до породичне куће породице Чечавац, опљачкали је и демолирали а потом на улазу у подрум поубијали су све који су се ту скривали. Цивили су убијени хицима из ватреног оружја из непосредне близине. У овом злочину окрутно су убијени Мирослав Чечавац (рођен 14. марта 1966. године), његова супруга Слађана (1972) и син Горан Чечавац, стар годину и по дана. Заједно са њима су убијене и њихове комшије које су се склониле код њих привремено: Ана Новаковић (рођена 1950), Илинка Милошевић (рођена 1959) и њен син Бранимир (рођен 1981). Ови цивили су месецима трпели узнемиравања и претње, а један од разлога је осим њихове националне припадности била и чињеница да су се њихови блиски рођаци борили на страни ЈНА и били са друге стране линије.  ТВ репортери и новинари забележили су камерама извлачење тела ових цивила из подрума и породичних кућа које су биле опљачкане а на њима су били исписани усташки графити.  Тела убијених српских цивила је по извлачењу из подрума снимила и италијанска новинарка Милена Габанели која је осудила злочин хрватских снага.
Истог дана, у суседној кући у улици Николе Демоње у бр. 74 у Вуковару , припадници ЗНГ су убили девет српских цивила, међу којима и четворочлану породицу Павловић. Милица Трајковић која је једина преживела масакр тако што се сакрила у подруму, испричала је да су хрватски војници наредили цивилима да напусте подрум након чега су их све поубијали у дворишту.

## Извештаји патолога
Тим патолога на челу са истакнутим др Зоран Станковићем утврдили су како су чланови породица Чечавац, Милошевић и Новаковић убијени ватреним оружјем из непосредне близине а тела Горана Чечавац и Бранимира Милошевића су била изрешетана и имала су прострелне ране по целом телу. Такође, патолози су утврдили како су оба дечака на глави имале улазне и излазне ране од метака. Др Зоран Станковић више пута је у својим јавним говорима, на трибинама и током гостовања истицао како је злочин у Улици Николе Демоње једна од најтрауматичнијих сцена коју је доживео током вишедеценијске каријере и редовно је јавно захтевао од хрватских институција да се овај злочин процесуира а починиоци приведу правди.

## Судски процеси
Првостепеним пресудама Војног суда у Београду број I К-112/92 од 26. јуна 1992. и I К-108/92 од 14. јула 1992. године и другостепеним Врховног војног суда број II К-259/92 од 29. децембра 1992. и II К- 260/92 од 24. новембра 1993. правоснажно су осуђени припадници ЗНГ из вуковарских приградских насеља Борово насеље и Борово Село: Мартин Саблић,  Зоран Шипош, Никола Ћибарић, Јуре Марушић, Анте Врањковић, Бартол Домазет, Славко Мађаревић, Мирко Филковић, Зденко Штефанчић, Мира Дунатов и Дамир Сарађен, сви због кривичног дела ратног злочина против цивилног становништва – због тога што су по кућама и склоништима поменутих насеља злостављали и на крају ликвидирали цивиле српске националности. Дана 14. августа 1992. у Неметину је извршена размена "Сви за све " и тада су у размену отишли сви заробљени припадници ЗНГ, па и они процесуирани пред војним судовима у СФРЈ и СРЈ. Тако је упркос изјавама сведока и бројним доказима овај злочин остао процесуиран али некажњен.